# Новакі (1940)
«Новакі» (Nowaki, яп. 野分) — ескадрений міноносець Імперського флоту Японії, який брав участь у Другій світовій війні.
Корабель, який став шістнадцятим (за датою закладання) серед есмінців типу «Кагеро», спорудили 1941 року на верфі ВМФ у Майдзуру.
На момент вступу Японії до Другої світової війни «Новакі» належав до 4-ї дивізії ескадрених міноносців, яка 2 грудня 1941-го прибула з Японії до Мако (важлива база ВМФ на Пескадорських островах у південній частині Тайванської протоки).
4 грудня 1941-го «Новакі» вийшов з Мако у складі охорони загону великих артилерійських кораблів (2 лінкори та 2 важкі крейсери) адмірала Кондо, який мав забезпечувати загальне прикриття сил вторгнення до Малаї та на Філіппіни. До початку січня 1942-го цей загін виконував завдання у водах Південно-Східної Азії, проте внаслідок сприятливого розвитку операції так і не вступив у бій (після виходу в море британських лінкорів HMS Prince of Wales та HMS Repulse сили Конде почали готуватись до перехоплення, проте для знищення ворога вистачило самої авіації). «Новакі» під час цього походу міг на короткий термін залучатись до охорони конвоїв з військами, які прямували до Малаккського півострова.
11 січня 1942-го загін Конде повернувся до Мако, а 14 числа вирушив на Палау (важлива японська база на заході Каролінських островів), куди прибув 18 січня. Після цього майже місяць ці сили забезпечували загальне прикриття операцій на сході Нідерландської Ост-Індії, а 18—21 лютого пройшли з Палау до затоки Старінг-Бей на північно-східному півострові острова Целебес (Сулавесі).
23 лютого 1942-го «Новакі» полишив Старінг-Бей в межах операції з підтримки вторгнення на острів Ява. Разом з есмінцем «Арасі» він належав до загону важких крейсерів «Мая», «Атаго» і «Такао», який зайнявся перехопленням бойових та транспортних кораблів союзників, що намагались полишити регіон. При цьому «Новакі» та «Арасі» 1 березня потопили нідерландське судно Toradja (961 GRT) і переобладнаний британський тральщик HMS Scott Harley (620 GRT, одне з небагатьох суден, яке за кілька тижнів до того змогло вирватись із Сінгапуру напередодні падіння міста), а також захопили нідерландське судно Bintoehan (1020 GRT). Оскільки останнє мало низьку швидкість, японці не могли включити його до загону та наказали капітану рухатись до острова Балі під японським прапором. 3 березня нідерландський капітан викинув Bintoehan на берег Балі, після чого це судно втратили. 2 березня «Новакі» та «Арасі» допомагали крейсеру Мая у потопленні британського есмінця HMS Stronghold. 3 березня ці ж кораблі перехопили американський канонерський човен USS Asheville. Есмінці наблизились до нього і потопили після півгодинного артилерійського бою. Весь екіпаж Asheville загинув, окрім одного моряка, якого підібрали для допиту (загине вже у 1945-му в таборі військовополонених). 4 березня японський загін перехопив та знищив конвой, який прямував під охороною шлюпа і тральщика. При цьому «Новакі» та «Арасі» допомагали крейсеру «Атаго» в потопленні британського танкера Francol (2623 GRT), а потім захопили нідерландське вантажопасажирське судно Tjisaroea (7089 GRT), яке перейменовано на «Чіхайя-Мару» (Chihaya Maru) та надалі використовувалось японцями (восени 1943-го буде потоплене американським підводним човном). 7 березня загін повернувся до Старінг-Бей.
У період з 18 березня по 18 квітня 1942-го «Новакі» та «Арасі» ескортували важкий крейсер «Атаго», який пройшов зі Старінг-Бей через Таракан, Балікпапан (центри нафтовидобувної промисловості на Борнео), Макассар (південно-західний півострів острова Целебес), Сінгапур, Пенанг (порт на західному узбережжі півострова Малакка) та Камрань (бухта на узбережжі В’єтнаму) до японського порту Йокосука. По прибутті до Японії есмінець став на доковий ремонт.
27 травня 1942-го «Новакі» в межах операції захоплення атола Мідвей вийшов із Хашіраджими у складі охорони ударного авіаносного з’єднання. 4 червня останнє зазнало катастрофічної поразки, після чого вранці 5 червня «Новакі» з трьома іншими есмінцями (кожен випустив по одній торпеді) добив важко пошкоджений японський авіаносець «Акагі».
З 6 червня 1942-го «Новакі» та два інші есмінці його дивізії увійшли до супроводу загону, який включав 2 лінкори та 2 важкі крейсери, що після катастрофи під Мідвеєм перенаправили для продовження операцій на Алеутських островах (вторгнення сюди синхронізували з мідвейською операцією). 24 червня цей загін прибув до Японії на військово-морську базу Омінато (північне завершення острова Хонсю). 28 червня 1942-го «Новакі» вийшов з Омінато, щоб разом зі ще 14 есмінцями взяти участь у операціях великого з’єднання адмірала Какуто, яке включало 1 важкий та 1 легкий авіаносці, а також 3 важкі та 3 легкі крейсери. Завданням Какуто були прикриття доставки підкріплень на Киску та протидія можливій американській контратаці. 7 липня з’єднання розпочало повернення з Алеутів та за кілька діб прибуло кількома загонами до Японії.
7 серпня 1942-го союзники висадились на сході Соломонових островів, що започаткувало шестимісячну битву за Гуадалканал та змусило японське командування спрямовувати у регіон підкріплення. Як наслідок, 16 серпня «Новакі» та ще 10 есмінців і легкий крейсер рушили з Японії як ескорт великого загону надводних кораблів (включав 2 авіаносці, 1 легкий авіаносець, 2 лінкори і 2 важкі крейсери). Первісно планувалось, що з’єднання зайде на Трук (головна база японського ВМФ у Океанії, розташована у центральній частині Каролінських островів), проте японське командування вирішило пришвидшити операцію з проведення конвою з військами на Гуадалканал та 21 серпня наказало йти одразу в напрямку Соломонових островів (при цьому загін дозаправився від двох танкерів, що вийшли з Труку). В останній декаді серпня під час битви у східних Соломонових островів «Новакі» входив до ескорту загону адмірала Хіроакі Абе (2 лінкори, 3 важкі крейсери), лінкори якого повернулись на Трук до кінця місяця.
З 1 по 9 вересня 1942-го «Новакі» ескортував танкер «Тоа-Мару» з Труку до якірної стоянки Шортленд (прикрита групою невеликих островів Шортленд акваторія біля південного завершення острова Бугенвіль, де зазвичай відстоювались легкі бойові кораблі та перевалювались вантажі для подальшої відправки далі на схід), а потім у зворотному напрямку. При цьому танкер привів на Трук на буксирі есмінець «Сіракумо», який був пошкоджений в кінці серпня під час транспортного рейсу на Гуадалаканал та доведений іншим есмінцем до Шортленду.
9 вересня 1942-го «Новакі» та 5 інших есмінців і легкий крейсер вийшли з Труку для супроводу сил адміралів Нагумо та Абе, які налічували 2 авіаносці, 1 легкий авіаносець та 4 важкі крейсери (згодом до охорони цього угруповання приєдналось ще 2 есмінці). Разом з іншим з’єднанням адмірала Кондо із 2 лінкорів та 5 важких крейсерів ці сили повинні були патрулювати північніше від Соломонових островів в межах підтримки операцій на Гуадалканалі. Втім, на цей раз до якогось зіткнення з супротивником не дійшло і 23 вересня японські кораблі повернулись на Трук.
Невдовзі «Новакі» знову вийшов у море, щоб супроводжувати головні сили, які провели два тижні північніше від Соломонових островів в межах підтримки операцій на Гуадалканалі.
29 вересня – 1 жовтня 1942-го «Новакі» разом зі ще одним есмінцем своєї дивізії перейшов з Труку до якірної стоянки Шортленд, звідки у першій декаді жовтня здійснив три рейси для доправлення підкріплень на Гуадалканал, при цьому в першому з них він також ескортував гідроавіаносець «Ніссін» (останній мав велику швидкість, а тому був залучений до виконання транспортних завдань, які потребували якнайменшого перебування в зоні панування американської авіації), а під час останнього отримав незначні пошкодження від близьких розривів, загинуло 11 членів екіпажу.
10 жовтня 1942-го «Новакі» полишив стоянку Шортленд у межах операції головних сил, які знову вийшли для патрулювання північніше від Соломонових островів, що завершилось у останній декаді місяця битвою біля островів Санта-Круз. В цьому випадку «Новакі» виконував завдання із охорони групи постачання.
2—6 листопада 1942-го «Новакі» разом зі ще трьома есмінцями супроводив з Труку до Японії пошкоджений авіаносець «Сьокаку» і важкий крейсер «Тікума». А 23 листопада 1942-го «Новакі» разом зі ще одним есмінцем розпочали супроводження з Куре до Рабаулу авіатранспорту Акіцу-Мару. Кораблі пройшли через Трук та 1 грудня прибули до місця призначення.
2 грудня 1942-го «Новакі» перейшов до стоянки Шортленд, а 3 та 7 грудня 1942-го у складі групи есмінців здійснив транспортні рейси до Гуадалканалу. В другому випадку висадку скасували через атаку торпедних катерів, після чого на зворотному шляху до Шортленду Новакі отримав пошкодження під час атак літаків та втратив хід, загинуло 17 членів екіпажу. Есмінець «Наганамі» привів пошкоджений корабель на буксирі на Шортленд, тоді як есмінці «Арасі» та «Аріаке» прикривали їх на переході. 13 грудня «Майкадзе» узявся за наступний етап буксирування «Новакі» та 18 числа довів його до Труку. Після двох місяців перебування тут «Новакі» зміг 16—24 лютого 1943-го пройти своїм ходом до Йокосуки, при цьому на переході він також охороняв конвой.
Після ремонт «Новакі» зміг повернутись до Океанії на Трук, а 12—16 серпня 1943-го виконав перехід звідси до Йокосуки супроводжуючи разом зі ще чотирма есмінцями ескортний авіаносець «Унйо». 26 серпня – 2 вересня 1943-го «Новаккі» знову охороняв «Унйо», на цей раз супроводжуючи його разом з трьома іншими есмінцями у зворотному рейсі на Трук.
У середині вересня 1943-го американське авіаносне з’єднання здійснило рейд проти зайнятих японцями островів Гілберта (лежать південніше від Маршаллових островів). У відповідь 18 вересня з Труку на схід вийшли значні сили (2 авіаносці, 2 лінкори, 7 важких крейсерів та інші кораблі), які попрямували до атола Еніветок (крайній північний захід Маршаллових островів). «Новакі» та «Майкадзе» полишили базу на день пізніше, 19 вересня, супроводжуючи легкий авіаносець «Дзуйхо». Який попрямував за головними силами. Втім, у підсумку все японське угруповання так і не вступило у контакт з союзними силами та 25 вересня повернулось на базу.
Тим часом японське командування вирішило підсилити ряд острівних гарнізонів за рахунок доставки підкріплень з Китаю. У межах цієї операції «Новакі» разом з тим же «Майкадзе» 10—17 жовтня 1943-го супроводили два транспорти з Труку до Шанхаю, де вони прийняли на борт війська та 20 жовтня попрямували назад як третій ешелон конвою «Тей № 4 Го». 22 жовтня поблизу Міякодзіми (південна група архіпелагу Рюкю) один з транспортів – "Авата-Мару" – був уражений торпедами з підводного човна та швидко затонув. «Новакі» брав участь у порятунку вцілілих, втім, з більш ніж тисячі осіб, які перебували на судні, вдалось підібрати лише кілька десятків. Після цього есмінці з іншим транспортом попрямували далі та 30 жовтня прибули на Трук. 3 листопада переформатований третій ешелон рушив до Рабаулу і 5 листопада вдало пережив авіаційний наліт, проте того ж дня сам Рабаул став ціллю для потужного удару американського авіаносного з’єднання. Як наслідок, конвой повернув назад та 7 листопада повернувся на Трук. Нарешті, 9—12 листопада «Новакі» разом зі ще двома есмінцями все-таки здійснив перехід на Нову Британію, супроводжуючи конвой №2102.
Вже 13 листопада 1943-го «Новакі» та ще два есмінці, які разом з ним привели конвой у Рабаул, рушили назад, маючи завдання доправити на Трук льотний персонал 1-ї дивізії авіаносців (її авіагрупи брали участь у захисті Рабаулу, базуючись на наземні аеродроми, при цьому в жорстоких боях втрачено багато матеріальної частини). 
20 листопада 1943-го потужні американці розпочали операцію з оволодіння островами Гілберта. Хоча японці у підсумку так і не наважились протидіяти цій операції надводними кораблями, проте з 25 листопада по 7 грудня «Новакі» разом з разом з двома іншими есмінцями супроводжував танкер «Ніппон-Мару», який здійснив рейс до Маршаллових островів і назад в очікуванні на можливий вихід головних сил. 
11—16 грудня 1943-го «Новакі» разом із двома іншими есмінцями супроводжував 2 лінкори, які прямували з Труку до Сасебо, після чого пройшов тут ремонт. Під час останнього встановили дві строєні установки 25-мм зенітних автоматів та, ймовірно, зняли одну установку головного калібру. 4—9 січня 1944-го «Новакі» разом зі ще чотирма есмінцями ескортував з Йокосуки на Трук легкий та ескортний авіаносці і важкий крейсер.
19—22 січня 1944-го «Новакі» разом з двома іншими есмінцями взяв участь в успішному проведенні конвою до Рабаулу, який, втім, складався лише з одного судна "Кокуйо-Мару". Невдовзі цей загін перейшов до Кавієнгу (друга за значенням японська база в архіпелазі Бісмарка, розташована на кількасот кілометрів далі від зони ворожих аеродромів), звідки есмінці 24 січня вирушили у транспортний рейс до Лоренгау на острові Манус (острови Адміралтейства). 25 січня вони повернулись у Кавієнг, після чого «Новакі» разом з «Майкадзе» почав ескортувати Кокуйо-Мару на Трук, куди кораблі прибули 28 січня.
Існують дані, що з 30 січня по 12 лютого 1944-го «Новакі» продовжував конвойну службу на маршруті Трук – Рабаул – Трук.
Тим часом, враховуючи розвиток подій, японське командування вирішило переглянути стратегічний план оборони імперії та залишити на Труці лише легкі сили. У складі останніх опинився і Новакі. Втім, вже 17 лютого 1944-го атол вперше за війну став ціллю для потужного авіаудару (операція «Хейлстоун»). «Новакі» та «Майкадзе» полишили Трук, супроводжуючи навчальний крейсер «Каторі» та переобладнаний легкий крейсер «Акагі-Мару» (конвой № 4215), проте американське командування заздалегідь підготувалось до перехоплення кораблів, що спробують полишити базу. Того ж 17 лютого в районі менш ніж за сотню кілометрів на північний захід від Труку лінкори USS New Jersey та USS Iowa і важкі крейсери USS Minneapolis та USS New Orleans перехопили та майже повністю знищили загін, єдиним вцілілим кораблем якого виявився саме «Новакі». За останнім влаштували погоню обидва лінкори, що розвинули швидкість у 32,5 вузла та відкрили вогонь головним калібром з відстані у 32 км. Втім, «Новакі» рухався ще швидше, а обстріл не приносив результатів. Коли відстань зросла майже до 35 км лінкорам прийшлось перейти на ведення вогню за даними радарів, а на відстані у 35,7 км командир американського загону наказав припинити переслідування. 24 лютого "Новакі" прибув до Йокосуки.
У березні 1944-го «Новакі» залучили до транспортної операції «Хігаші Мацу» (Higashi Matsu), яка передусім мала за мету підсилення гарнізонів Маріанських островів, що тепер належали до головного оборонного периметра імперії. 12 березня він разом з трьома іншими есмінцями та легким крейсером рушив з Кісарадзу (Токійська затока) на Сайпан у складі охорони конвою «Хігаші Мацу № 2». 13 березня американський підводний човен флагманський корабель конвою – легкий крейсер «Тацута», після чого «Новакі» разом з есмінцем «Удзукі» провів порятунок його екіпажу. 19 березня «Хігаші Мацу № 2» прибув на Сайпан, а 24 березня — 1 квітня «Новакі» та ще один есмінець ескортували зворотний конвой до Йокогами.
11—16 травня 1944-го «Новакі» та шість інших есмінців ескортували з Японії до Таві-Таві (у філіппінському архіпелазі Сулу поряд з нафтовидобувними районами острова Борнео) загін із 3 авіаносців, 3 легких авіаносців і 1 лінкора (японське командування готувалось до ворожої атаки на головний оборонний периметр імперії, який проходив через Маріанські острови, Палау та захід Нової Гвінеї, до того ж через дії американських підводних човнів на комунікаціях видавалось доцільним тримати флот ближче до районів видобутку нафти).
10—12 червня 1944-го «Новакі», ще 3 есмінці та легкий крейсер супроводили два найпотужніші японські лінкори з Таві-Таві до острова Бачан (біля південно-західного завершення значно більшого острова Хальмахера). Це відбувалось у межах операцій з протидії вторгненню на острів Біак (біля північно-західного узбережжя Нової Гвінеї), де ворожий десант висадився у кінці травня.
Втім, того ж 12 червня 1944-го американці розпочали операцію з оволодіння Маріанськими островами, які розглядались японським командуванням як складова частина основного оборонного периметра імперії. Головні сили японського флоту вийшли для контратаки, причому кораблі з Бачану після переходу 13—16 червня приєднались до основного з’єднання. Під час битви 19—20 червня у Філіппінському морі Новакі разом з іншими 8 есмінцями становив охорону «загону В», основну силу якого становили 2 авіаносці та легкий авіаносець, які у травні Новакі супроводжував з Японії до Таві-Таві. У битві японці зазнали важкої поразки, а за кілька діб «Новакі» прибув на острів Окінава (південна частина архіпелагу Рюкю).
23—26 червня 1944-го «Новакі» разом з двома іншими есмінцями пройшли з Окінави до Гімарас (обернене до моря Сулу узбережжя Філіппінського архіпелагу), де певний час забезпечували охорону загону танкерів, а 29 червня прибули до Давао (південне узбережжя філіппінського острова Мінданао). З 1 по 14 липня «Новакі» та ті самі есмінці супроводжували лінкор «Фусо» з Давао до острова Таракан (центр нафтовидобувної промисловості біля східного узбережжя Борне), а потім у Японію (загін полишив Таракан 8 липня).
30 липня 1944-го «Новакі» вийшов із Йокосуки для транспортного рейсу на Тітідзіму (острови Огасавара), а потім повернувся до Японії.
Через кілька тижнів «Новакі» повернувся до Південно-Східної Азії, коли 15—24 серпня 1944-го він та два інші есмінці супроводили з Японії до Сінгапура лінкор «Харуна».
У середині жовтня союзники розпочали операцію на Філіппінах і 18 жовтня головні сили японського флоту полишили Лінгга. «Новакі» рушив звідси на день раніше, супроводжуючи транспортний загін до Брунею. Після Брунею «Новакі» вже рухався у складі головних сил адмірала Куріти, які 24 жовтня під потужними ударами авіації пройшли через море Сібуян (внутрішня частина Філіппінського архіпелагу на південь від острова Лусон). Далі Куріта вийшов до Тихого океану і 25 жовтня провів бій біля острова Самар з групою ескортних авіаносців. Під час останнього «Новакі» взяв участь у торпедній атаці на авіаносці та у потопленні есмінця USS Johnston. Після цього бою розпочався відступ залишків японського флоту, проте «Новакі» дещо затримався, щоб зняти команду із пошкодженого важкого крейсера «Тікума» та добити останній торпедами. Потім він рушив услід за головними силами, проте не встиг досягнути протоки Сан-Бернардіно, що веде у внутрішні моря Філіппін, до того, як сюди підійдуть американські кораблі. «Новакі» був уражений артилерійським вогнем американських крейсерів, а потім добитий торпедами есмінця USS Owen. Корабель загинув разом з усім екіпажем, так само не вцілів жоден моряк, знятий з «Тікуми».